# Пелттари, Антти
А́нтти-Юха Пе́лттари (фин. Antti-Juha Pelttari; род. 7 мая 1965, Курикка, Вааса) — финский юрист, начальник полиции безопасности Финляндии (с 2011 по 2024 годы).

## Биография
Окончил юридический факультет Хельсинкского университета и в 1992 году получил степень магистра международного и сравнительного права.
С 1998 по 2005 годы был советником парламентского комитета по международным делам и обороне.
С 2005 года начал работать в структуре Министерстве внутренних дел Финляндии, где в 2009 году был секретарём по политическим вопросам министра Анне Холмлунд.
С февраля 2011 года исполнял обязанности начальника полиции безопасности Финляндии. 11 февраля 2016 года, на заседании правительства, министром внутренних дел Петтери Орпо был предложен для назначения начальником SUPO.
В мае 2025 года заподозрен в госизмене на посту главы SUPO. По информации СМИ, расследование связано с информационной операцией, проведенной российскими спецслужбами летом 2023 года. Журналисты утверждают, что речь идет о взаимодействии сотрудников SUPO с российскими информаторами.